# SZD-30 Pirat
SZD-30 Pirat – polski szybowiec wyczynowy i szkolno-treningowy konstrukcji drewnianej w układzie grzbietopłata skonstruowany w Szybowcowym Zakładzie Doświadczalnym w Bielsku-Białej. Pierwszy w Polsce szybowiec z usterzeniem typu T.

## Historia

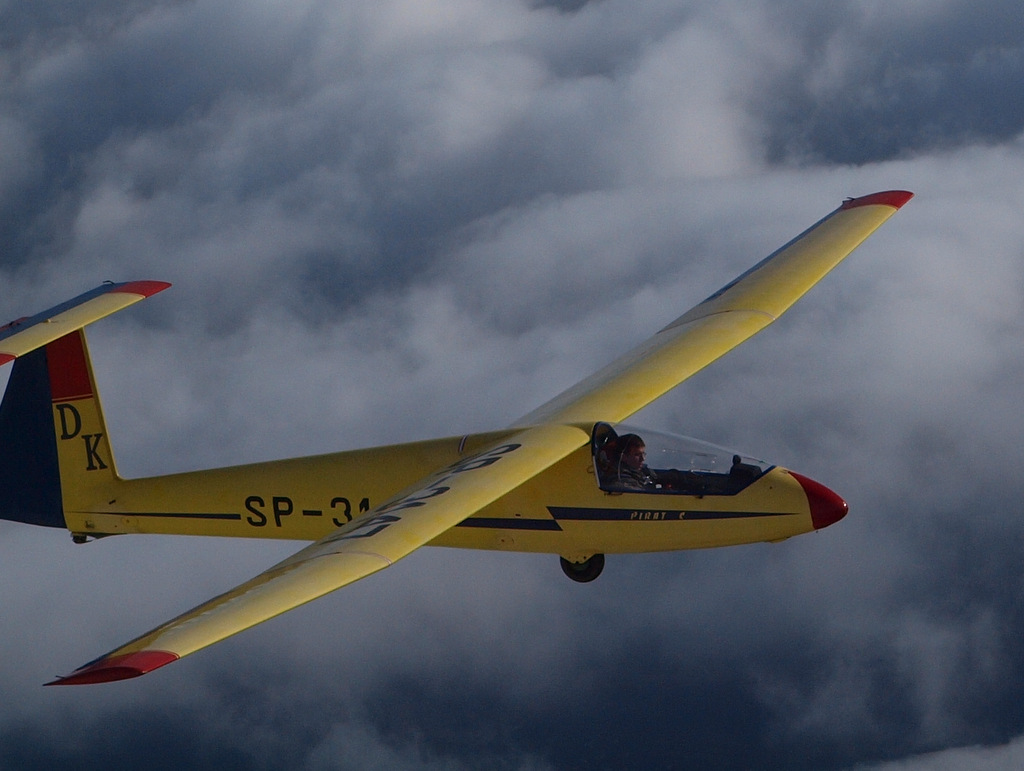
Pirat C w locie

Polskie szybownictwo w połowie lat sześćdziesiątych potrzebowało szybowca uniwersalnego, dającego możliwość szkolenia, treningu i podstawowego wyczynu. Miał on zastąpić powszechnie używane szybowce SZD-12 Mucha 100, SZD-22 Mucha Standard oraz SZD-8 Jaskółka. 

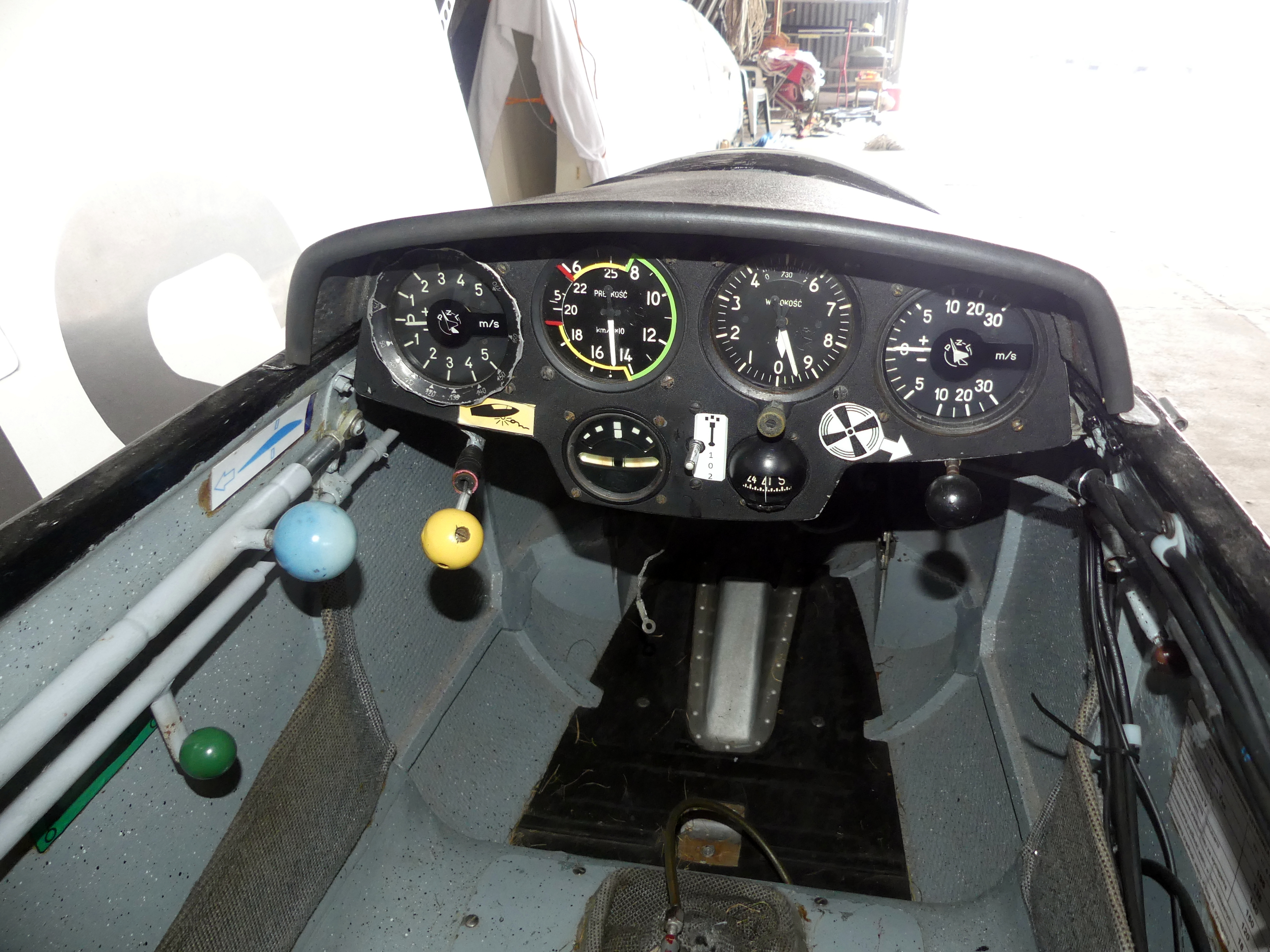
Tablica przyrządów, szybowca Pirat

Szefem zespołu konstrukcyjnego został inż. Jerzy Śmielkiewicz i w styczniu 1964 r. ukończono projekt wstępny szybowca, a pod koniec tego samego roku projekt technologiczny. W trakcie prac rozważano możliwość skonstruowania szybowca metalowego ale ostatecznie zdecydowano się na wykonanie konstrukcji w technologii drewnianej. Bardzo wiele uwagi poświęcono zagadnieniu aerodynamiki, co doprowadziło do zastosowania profilu laminarnego Wortmanna FX 61-168 w części centralnej i przechodzącego w FX 60-1261 w części trapezowej. Dobra aerodynamika wynikała również z zastosowania układu grzbietopłata, usterzenia T oraz małego przekroju poprzecznego kadłuba wynoszącego ok. 0,4 m².
Pierwszy prototyp, o znakach rejestracyjnych SP-2502 i nr fabrycznym w-289, został oblatany przez Adama Zientka w dn. 19 maja 1966 r. Oblot drugiego prototypu, o znakach rejestracyjnych SP-2503 i nr fabrycznym W-290, nastąpił w dn. 5 sierpnia 1966 r. W trakcie prób zakładowych i państwowych dokonano zmian konstrukcyjnych obejmujących zmianę pokrycia sklejkowego i uproszczono konstrukcję usterzenia i skrzydła, przesunięto podwozie, zastosowano laminatowe zakończenia skrzydeł oraz zmieniono fragment górnego pokrycia sklejkowego końcówek na płócienne w części spływowej.
W dn. 12 grudnia 1966 r., podczas kolejnego lotu próbnego, doszło do katastrofy, w której zginął pilot doświadczalny Stanisław Skrzydlewski. Na tym etapie badań nie ustalono przyczyny katastrofy, przyjęto, że była to wada tego egzemplarza. Badania zakończono w Instytucie Lotnictwa w Warszawie, zmienione prototypy stały się wzorcem do rozpoczęcia w 1967 r. produkcji seryjnej szybowców oznaczonych jako SZD-30A Pirat. 
Kolejna katastrofa miała miejsce podczas oblotu seryjnego szybowca. Stanisław Wielgus w czerwcu 1967 r. wykonywał korkociąg, z którego nie mógł wyprowadzić szybowca. Siła odśrodkowa uniemożliwiała mu skok ze spadochronem, doprowadził więc do zniszczenia konstrukcji skrzydeł i przerwania korkociągu. Zbiegiem okoliczności tego samego dnia, podczas Salonu Lotniczego na Le Bourget, konstruktor szybowca odkrył przyczynę obu wypadków - podczas wygięcia skrzydła lotka blokowała się w górnym położeniu. Wada ta została szybko usunięta.
Z seryjnego szybowca Pirat skakał też trzeci pilot doświadczalny Zdzisław Bylok, gdy doszło do utraty steru wysokości na skutek flatteru.
Doświadczenia z eksploatacji doprowadziły do opracowania, pod kierownictwem inż. A. Pochopienia, wersji rozwojowej oznaczonej SZD-30B Pirat 75, w której zmieniono napęd steru kierunku stosując przestawiane pedały nowego typu oraz opracowano nową limuzynę o lepszej widoczności. Zmianie uległa (na kolumnową) tablica przyrządów, lotki na laminatowe oraz podwozie (likwidacja płozy przedniej oraz przesunięcie koła głównego).
Prototyp, o znakach rejestracyjnych SP-2750, oblatał Jerzy Popiel w dn. 9 listopada 1974 r. Dokonano dalszych zmian w kształcie i wielkości przedniej części kadłuba oraz przekonstruowano kabinę co pozwoliło na uzyskanie półleżącej pozycji pilota. Tak zmieniony szybowiec stał się podstawą do rozpoczęcia produkcji seryjnej szybowca oznaczonego symbolem SZD-30C Pirat. Pierwszy egzemplarz seryjny nowej wersji, o znakach SP-3119, oblatał pilot doświadczalny Zdzisław Bylok w dn. 10 stycznia 1978 r.
Łącznie wyprodukowano 813 sztuk w tym 46 Piratów C, początkowo w SZD w Bielsku Białej a od 1974 r. w WSK w Świdniku. Oprócz użycia w Polsce, był eksportowany do 24 krajów, w tym Argentyny, Australii, Egiptu, Północnej Korei, Nowej Zelandii, USA, ZSRR i Wenezueli. Ogółem cztery Piraty zostały zakupione dla Klubu Szybowcowego Stowarzyszenia Lotników Polskich w Wielkiej Brytanii na lotnisku Lasham (numery boczne 302, 303 i 304 na cześć polskich dywizjonów RAF).
Jeden z egzemplarzy znajduje się na lotnisku Madryt-Barajas, w Terminalu 1, podwieszony w przejściu w okolicy bramki 
C-46.

## Konstrukcja
Jednomiejscowy szybowiec w układzie grzbietopłata.
Kadłub drewniany o konstrukcji półskorupowej, w części przedniej wykonany z laminatu. Osłona kabiny jednoczęściowa, otwierana na prawo. Pedały i fotel pilota regulowane w locie, z możliwością ustawienia w 5 położeniach. Fotel dostosowany do spadochronu plecowego. Pilot ma do dyspozycji w kabinie cztery kieszenie boczne do przechowywania map i innego wyposażenia. Wyposażony w dwa zaczepy do lotów na holu i do startu za wyciągarką. Antena prętowa zamontowana za centropłatem, w wersji SZD-30C antena jest zabudowana w stateczniku pionowym. Tablica przyrządów wyposażona w wysokościomierz W-12S, prędkościomierz PR-250s, busolę magnetyczną KI-13A, zakrętomierz EZS-3 z chyłomierzem poprzecznym, wariometr WRs-5 z kompensatorem energii całkowitej i naczyniem wyrównawczym, wariometr WRs-30C oraz radiostacja RS-6101. Istnieje możliwość zabudowy aparatury tlenowej TA 03A.
Skrzydło trójdzielne, o obrysie prostokątno-trapezowym zbudowane na profilu Fx 61-168, w końcówce przechodzący w Fx 60-1261. Konstrukcja centropłata półskorupowa, wielodźwigarowa z komorami hamulców aerodynamicznych. Lotki drewniane, w wersji SZD-30C laminatowe. Hamulce aerodynamiczne dwupłytowe, na górnej i dolnej powierzchni skrzydła. Skrzydło łączone z kadłubem sworzniami mocowanymi do dwóch wręg za kabiną.
Usterzenie w układzie T, stery kierunku i wysokości kryte płótnem. Ster wysokości jednoczęściowy,
Podwozie jednotorowe stałe z płozą przednią (w wersji SZD-30C szczątkowa płózka laminatowa), nieamortyzowanym kołem wyposażonym w hamulec pneumatyczny i tylną płozą metalową.

## Ograniczenie dopuszczalnych prędkości
W 2011r. został wydany biuletyn ograniczający wszystkim obecnie użytkowanym szybowcom SZD-30 i SZD-30C m.in. maksymalną dopuszczalną prędkość (VNE) do 195 km/h i maksymalną dopuszczalną prędkość w powietrzu burzliwym (VRA) do 135 km/h.